# André Hennicke
André Hennicke est un acteur allemand, né le 21 septembre 1959 à Johanngeorgenstadt en Saxe. Il est également réalisateur, producteur et scénariste.

## Carrière
Après une carrière dans des séries policières comme Tatort pour la télévision allemande, il apparaît dans le film Invincible de Werner Herzog en 2001, dans le film La Chute en 2004, interprétant le Général SS Wilhelm Mohnke, en 2005 dans Sophie Scholl : Les Derniers Jours dans le rôle du juge nazi Roland Freisler, et en 2005 dans Speer und Er, interprétant le leader nazi Rudolf Hess. En 2009, il apparaît dans Pandorum.

## Distinctions
En 2002, il est distingué comme meilleur comédien par le Prix de la télévision allemande (Deutscher Fernsehpreis) pour son rôle dans le téléfilm Toter Mann (2001).

## Filmographie

### Cinéma
- 1985 : Jeunes Gens dans la ville (Junge Leute in der Stadt) de Karl Heinz Lotz (de)
- 1988 : Dschungelzeit de Jörg Foth (de) et Tran Vu
- 1988 : La Comédienne (Die Schauspielerin) de Siegfried Kühn
- 2001 : Invincible de Werner Herzog
- 2001 : Aussi loin que mes pas me portent de Hardy Martins
- 2004 : La Chute (Der Untergang) d'Oliver Hirschbiegel
- 2005 : Sophie Scholl : Les Derniers Jours (Sophie Scholl - Die letzten Tage) de Marc Rothemund
- 2005 : Speer und Er
- 2007 : L'Homme sans âge (Youth Without Youth) de Francis Ford Coppola
- 2008 : Jerichow
- 2009 : Pandorum de Christian Alvart
- 2009 : Vers la fin de l'été
- 2009 : La Comtesse (The Countess)
- 2010 : L'Albanais (Der Albaner) de Johannes Naber
- 2011 : A Dangerous Method de David Cronenberg
- 2011 : The Theatre Bizarre de  Douglas Buck, Buddy Giovinazzo, David Gregory, Karim Hussain, Jeremy Kasten, Tom Savini, Richard Stanley
- 2012 : Les Disparus
- 2014 : Les Merveilles (Le meraviglie) d'Alice Rohrwacher
- 2015 : Victoria de Sebastian Schipper :
- 2015 : Buddha's Little Finger : Chapayev (terminé)
- 2015 : Sum1 : Mac (en post-production)

### Télévision
- 2007 : L'Ordre des Pirates (Die Schatzinsel) - Ben Gunn
- 2008 : Les Buddenbrook, le Déclin d'une famille (Buddenbrooks)
- 2009 : Facteur 8 : Alerte en plein ciel (Faktor 8 – Der Tag ist gekommen)
- 2010 : Henri 4
- 2014 : Haute Trahison (Die Spiegel-Affäre)